# Romania (Linguistik)
Romania bezeichnet in der Sprachwissenschaft diejenigen Gebiete, in denen romanische Sprachen gesprochen werden. Diese Sprecher werden als Romanen bezeichnet.

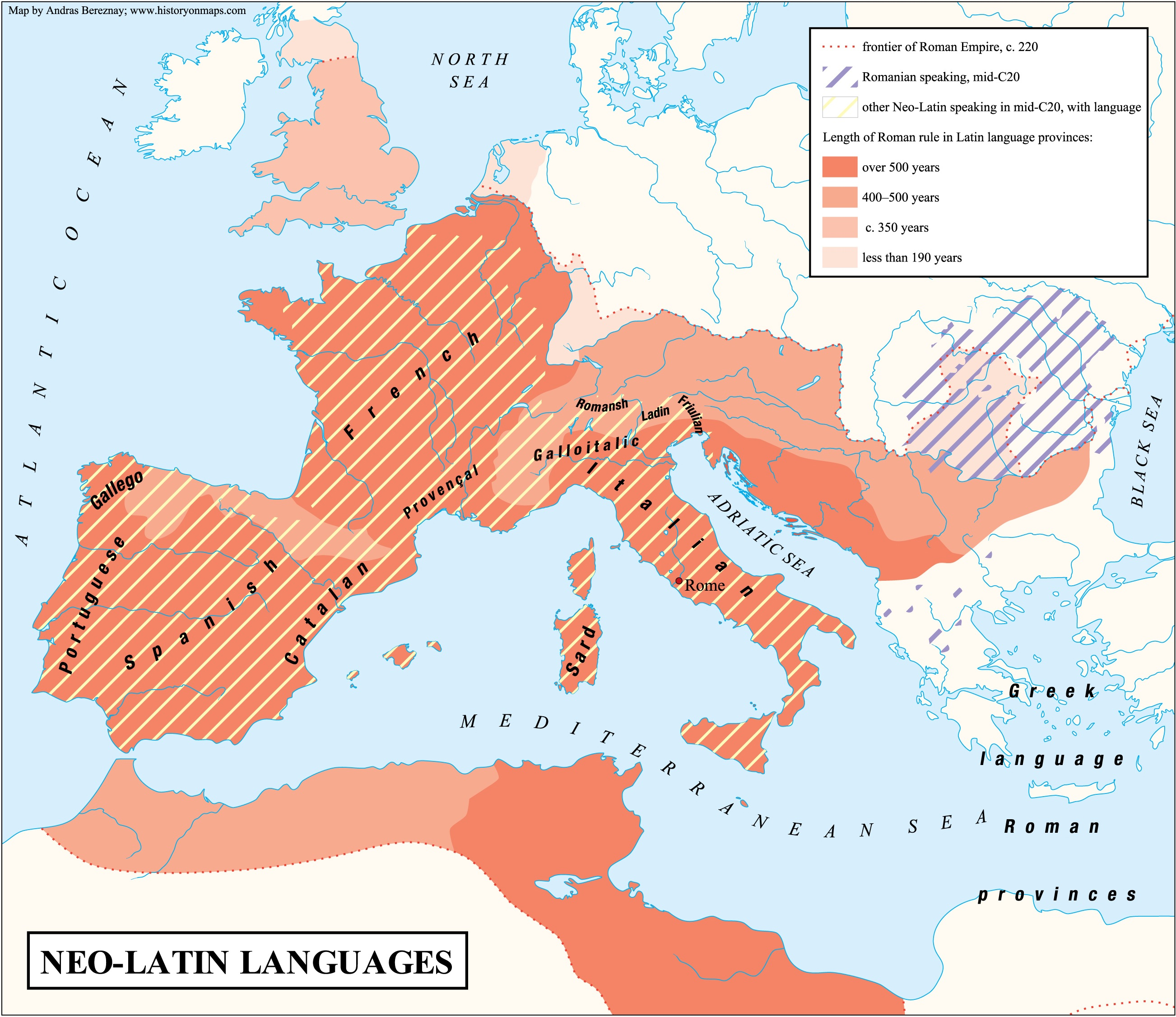
Ausbreitung des lateinischen Sprachraums (rot). Die Farbtöne geben die Dauer der römischen Herrschaft in Jahren an (dunkelrot ca. 500, mittelrot 400–500, hellrot ca. 350, blassrot weniger als 190). In schwarzen Lettern: Namen von aus Latein entstandenen Volkssprachen (Provenzalisch steht hier für Okzitanisch). Rechts die griechischsprachigen römischen Provinzen, im Norden germanische Gebiete. Dunkellila gestreift: Rumänisch im 20. Jahrhundert

## Geographische Einordnung
In Europa gehören Portugal, die Vatikanstadt, Andorra, Monaco, San Marino, der größte Teil von Italien, Spanien, Frankreich, Rumänien und Moldau, sowie große Teile von Belgien und der Schweiz zur Romania. Lateinamerika von Mexiko im Norden bis Feuerland im Süden beherbergt die meisten Sprecher romanischer Sprachen. In Afrika sind in den ehemaligen französischen, belgischen, portugiesischen, spanischen und italienischen Kolonien die Sprachen der Kolonialherren häufig noch Amtssprachen der Vielvölkerstaaten.

## Allgemeine Begriffe
- Romania submersa: diejenigen Gebiete einstmals römisch-beeinflussten Gebietes, in denen die romanischen Sprachen weitgehend verschwunden oder wesentlich zurückgegangen sind – z. B. Germanien (Moselromanische Sprache), Britannien, Nordafrika, aber auch (teilweise) der Balkan.[1]
- Romania nova: diejenigen Sprachgebiete, die niemals römisch waren, aber später von romanischen Staaten kolonisiert bzw. romanisiert wurden – z. B. Lateinamerika und Frankokanada.
- Alte Romania oder Romania continua: diejenigen Sprachgebiete (hauptsächlich auf dem Gebiet des geographischen Europas), in denen sich nach einer Phase der Romanisierung schließlich romanische Sprachen aus dem Vulgärlatein bilden sollten und auch heutzutage noch gesprochen werden.

## Unterteilungen derAlten Romania

### Unterscheidung nach Amado Alonso
Amado Alonso unterschied die
- Romania continua: diejenigen Sprachgebiete, die die lateinische bzw. romanische Sprache seit der Antike kontinuierlich bewahrt haben, ohne größere Brüche in den jeweiligen Sprachen und mit geringeren Divergenzen zum Lateinischen.
- Romania discontinua: diejenigen Sprachgebiete, in denen poströmische Kontaktsprachen die Entwicklung der entsprechenden romanischen Sprachen nachhaltig und stark beeinflusst haben. Dies sei der Fall des Französischen (durch Kontakt mit dem Germanischen, nämlich dem Altfränkischen der Galloromania) und Rumänischen (durch Kontakt mit slawischen Sprachen).

### Unterteilung nach Tagliavini
Carlo Tagliavini untergliedert die Romania in
- Balkanromanische Sprachen (zu denen Dakorumänisch, Aromunisch und das Dalmatische zählen)
- Italoromanische Sprachen (zu denen das Italienische nebst seine Sprachvarietäten, Istriotisch und nach damaliger Sicht die nun eigenständigen Sprachen der Sarden und Rätoromanen zählen)
- Galloromanische Sprachen (zu denen Französisch, Frankoprovenzalisch, Okzitanisch und teilweise Katalanisch als Brückensprache zählen)
- Iberoromanische Sprachen (zu denen man Katalanisch, Spanisch, Portugiesisch und Galicisch zählen kann)

### Unterteilung nach Bartoli
Nach Matteo Bartoli lässt sich die Romania topographisch in vier Gruppen (Iberia, Gallia, Italia und Dacia) unterteilen. Iberia und Dacia bilden hiernach die sog. Randromania, während die Zentralromania sich hiernach aus Italia und Gallia zusammensetzt.
Bartolis Unterteilung liegen Studien zugrunde, wonach innovatorische Impulse meist von der Zentralromania ausgingen, während sich die Randromania sprachlich meist archaischer, bzw.  konservativ verhalte. Beispielsweise behalten die spanische und rumänische Sprache für das Wort „Tisch“ Wörter bei, die sich etymologisch vom älteren lateinischen Wort mensa herleiten (spanisch mesa, rumänisch masă), während die jüngere Form tabula das entsprechende italienische (tavola) und französische Wort (table) herausbildete.

### Unterteilung nach von Wartburg (1950)

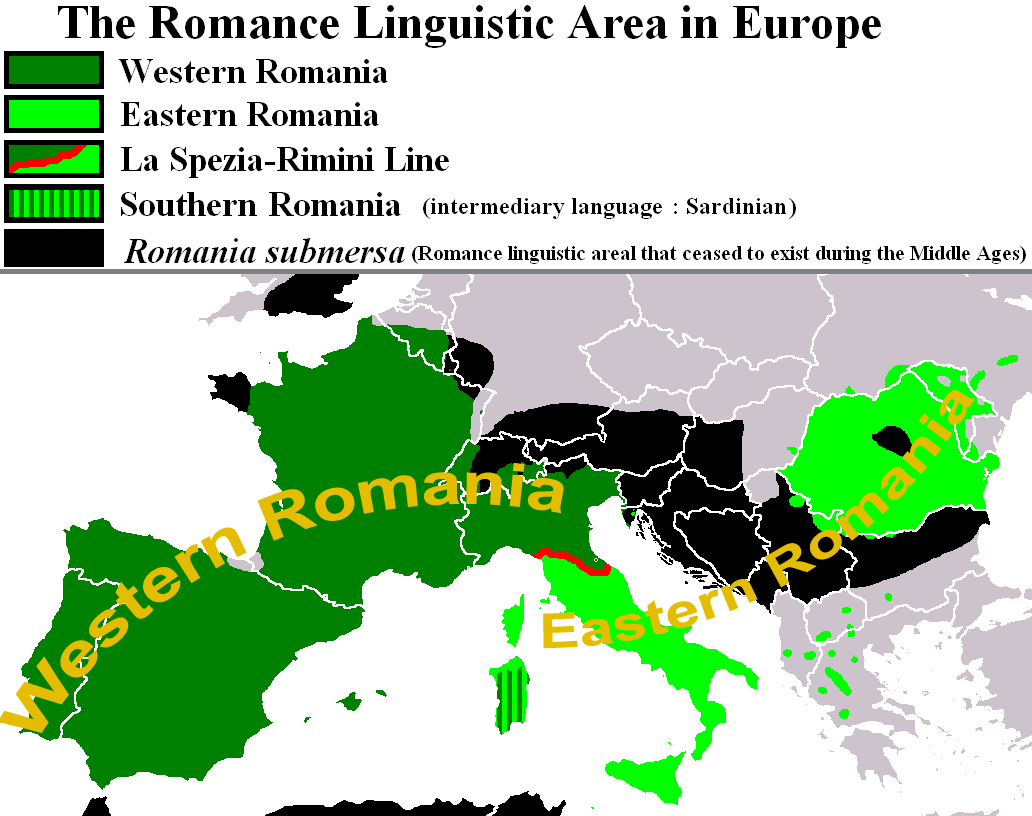
Ost- und Westromania

Walther von Wartburg unterteilte die romanischen Sprachgebiete  in Ost- und Westromania. Er machte seine Unterteilung vor allem an den in den jeweiligen Arealen gesprochenen vorrömischen Sprachen (z. B. keltischen) und gewissen gleichsam auftretenden lautlichen Phänomenen fest. In diesem Zusammenhang ist das Isoglossenbündel der sogenannten La-Spezia-Rimini-Linie, das von La Spezia an der Riviera nach Rimini an der Adria verläuft, von Bedeutung. Nördlich davon, in der Westromania,
- werden vulgärlateinisch /p/, /t/, /k/ zwischen Vokalen sonorisiert (z. B. vlat. sapere > sp. saber)
- wird die Aussprache der lat. Konsonantencluster /kt/ und /ult/ im Wortinneren verschoben; die Lautbildung erfolgt im Mund weiter vorne, in Richtung des harten Gaumens (Palatalisierung)
- bleibt der Laut /s/ am Wortende erhalten.

In der Ostromania sei nach Wartburg jeweils das Gegenteil der Fall.

## Nicht-sprachwissenschaftliche Definition

### Historische Definition
Ab dem 3. Jahrhundert verdrängte in der Umgangssprache „Romania“ die Bezeichnung „Imperium Romanum“, da seit Caracalla alle freien Bewohner des römischen Reiches das römische Bürgerrecht besaßen und es somit nur noch „Römer“ gab. Subjektiv sahen sich seitdem alle Untertanen des römischen Reiches, soweit sie nicht, z. B. aus religiösen Gründen in Opposition zum Reich standen, als Römer, wobei die lateinischsprachigen Römer die griechischsprachigen Bürger der Osthälfte des Reiches, die sich selbst (bis ins 19. Jahrhundert, teilweise bis heute) als Römer (Rhomäer) bezeichneten, nicht Römer, sondern weiterhin Griechen nannten.
Historisch wird als Romania auch das Lateinische Kaiserreich der Kreuzritter  1204–1260 auf dem Boden des oströmischen (byzantinischen) Reiches bezeichnet, da „Romania“ in seiner griechischen Form (Ῥωμανία) auch die Selbstbezeichnung des oströmischen Reiches war, das die Kreuzfahrer in einer lateinisch-westkirchlichen Form fortsetzen wollten.